# Eudendrium speciosum
Eudendrium speciosum är en nässeldjursart som beskrevs av John Fraser 1945. Eudendrium speciosum ingår i släktet Eudendrium och familjen Eudendriidae. Inga underarter finns listade i Catalogue of Life.